# Teodoric III de Frísia Occidental
Teodoric III de Frísia Occidental anomenat Teodoric de Jerusalem, va néixer cap a 980 i va morir el 27 de maig de 1039 a Egmond, va ser comte de Frísia Occidental des de 995 a 1039. Va desenvolupar les seves terres prenent tribut als mercaders que descendien pels rius Merwede i Mosa. Va aconseguir imposar-se militarment als bisbes renans, aconseguint per al seu comtat una ampla independència política i comercial enfront del Sacre Imperi Romanogermànic.

## Història
El comtat d'Holanda era aleshores una regió molt diferent de la que és ara com ara, perquè era una terra molt pantanosa i poc habitada. La població residia principalment en les zones litorals de dunes i al llarg de les valls dels rius.
Teodoric III, fill d'Arnold i de Lutgarda de Luxemburg, pertanyia a la família dels Gerolfins, una important família feudal del Sacre Imperi Romanogermànic que va arribar a ésser la Casa d'Holanda. Va succeir al seu pare a l'edat de 12 anys, per la qual cosa la seva mare Lutgarda de Luxemburg, cunyada de l'emperador Enric II el Sant, va ser regent del comtat des de 995 fins a 1005. Després de la mort de Lutgarda, els frisons van rebutjar reconèixer el jove comte; però ell els va forçar a concloure un tractat de pau, pel que es comprometien, en reconeixement de la protecció que els concedia, al pagament del delme de les rendes anuals.
Però la pau va ser aviat torbada per la invasió normanda de 1009. Els normands van prendre i van sotmetre a pillatge la ciutat comercial de Tiel i el monestir de Saint Wailbourg, encara que es van retirar precipitadament, carregats d'un ric botí, en aproximar-se l'exèrcit de Godofreu, governador de Gueldre. Tanmateix, això no va impedir el seu retorn a l'any següent quan es van dirigir a atacar Utrecht. Malgrat tot, fos per respecte a la seu episcopal o al sant baró que l'ocupava, el bisbe Ansfried, van passar sense causar dany a la ciutat i es van retirar de la regió.
Abans de 1018, Teodoric III no era més que un petit vassall Enric II, però el seu feu era una important posició estratègica. Utrecht, situada en el delta del Rin era una ciutat comercial i els mercaders havien de travessar les terres de Teodoric para seguint el Rin i el Vecht arribar al mar del Nord.
Teodoric III es va dedicar a augmentar les seves forces i les seves possessions a la ribera del Mosa. En la seva lluita amb el bisbat d'Utrecht li va arrabassar diversos dominis.
Sota l'emperador Enric II el Sant la situació política es va modificar; la política reial, que es recolzava cada vegada més en els bisbes, va provocar un conflicte d'interessos entre Utrecht i el comte frisó. Teodoric III va construir en el riu Merwede la fortalesa de Dordrecht, el que perjudicava a la vegada al prelat i als mercaders de Tiel que van enviar missatges d'alarma a l'emperador Enric II, aliat de l'arquebisbe d'Utrecht. L'emperador va decidir donar fi al comtat de Teodoric i va atribuir les seves terres a l'arquebisbe Adalbold II d'Utrecht.

## La batalla de Vlaardingen i les seves conseqüències
La campanya militar que emprèn el 1018 el duc Godofreu I de Baixa Lotaríngia, acompanyat del príncep-bisbe Balderic II i dels bisbes de Colònia i d'Utrecht, per castigar el comte va acabar en fracàs; l'exèrcit imperial va ser rebuigat el 29 juliol de 1018 al bosc de Merwede, a la vora de Vlaardingen, perquè es van perdre en els aiguamolls on els homes de Teodoric maniobraven fàcilment. El duc Godofreu va caure en mans dels vencedors. El bisbe Adalbold II d'Utrecht va haver d'adaptar-se al seu molest veí; es va reconciliar amb ell doncs cap més es trobava en situació de protegir el país si sorgia cap enemic temible, i el paper del comte de Frísia occidental va quedar així netament definit i reforçat. Teodoric III va reforçar el seu poder per la batalla de Vlaardingen. Abans del conflicte, el comte no tenia dret a percebre impostos i peatges de cap classe per a no dificultar el comerç. Després d'aquesta victòria l'emperador va reconèixer a Teodoric III el domini sobre Frísia occidental, així com el dret imposat sobre els vaixells mercants. Després de la mort de Teodoric, l'exèrcit imperial va intentar recuperar les terres dels comtes d'Holanda i va obtenir un èxit parcial i temporal. Teodoric V, el net de Teodoric III, ajudat pel seu sogre Robert el Frisó, van acabar la reconstitució del feu del seu avi. Teodoric va viatjar com peregrí a Terra Santa. Encara que s'ignora la data, algun autor aventura que va poder ser el 1030.

## Matrimoni i descendència
Teodoric III es va casar amb Otelandis (993 † 1044), filla de Bernat I, marcgravi de Nordmarck. Van tenir quatre fills: 
- Teodoric IV († 1049), comte de Frísia Occidental
- Florenci I (1017 † 1061), comte de Frísia Occidental
- Bertrada, casada amb Teodoric, comte de Katlenbourg († 1056)
- Suanehilde, casada amb Emmon comte de Looz († 1078)